# Matthew Centrowitz
Matthew Centrowitz (* 18. října 1989 Annapolis, Maryland) je americký atlet, běžec, který se věnuje středním tratím, olympijský vítěz v běhu na 1500 metrů z roku 2016.
V roce 2011 získal bronzovou medaili v běhu na 1500 m na MS v atletice v Tegu. O dva roky později na světovém šampionátu v Moskvě vybojoval na této trati stříbrnou medaili. Při startu na mistrovství světa v Pekingu v roce 2015 tak úspěšný nebyl - ve finále běhu na 1500 metrů doběhl osmý. Jeho nejúspěšnější sezónou pro něj byl zatím rok 2016 - na světovém halovém šampionátu v Portlandu v březnu vybojoval titul mistra světa v běhu na 1500 metrů, v srpnu téhož roku se stal v Rio de Janieru na této trati olympijským vítězem.